# Fußball-WM-Halbfinale Schweden – Deutschland 1958
Das Halbfinalspiel der Fußball-Weltmeisterschaft 1958 zwischen Gastgeber Schweden und der Bundesrepublik Deutschland, dem Weltmeister von 1954, endete mit einem 3:1-Sieg für Schweden. Es wurde in Deutschland auch unter dem Namen Skandal- bzw. Hassspiel von Göteborg oder Schlacht von Göteborg bekannt, weil die deutsche Öffentlichkeit sich von den schwedischen Zuschauern und Spielern sowie von dem ungarischen Schiedsrichter unfair behandelt fühlte. Das Spiel fand am 24. Juni 1958 vor 49.471 Zuschauern im Göteborger Nya-Ullevi-Stadion statt. Ursprünglich war als Austragungsort Stockholm vorgesehen. Die Organisatoren verlegten den Spielort kurzfristig nach Göteborg. Aufgrund der Geschehnisse während des Spiels und nach dem Abpfiff, die teilweise zu fremdenfeindlichen Übergriffen gegenüber Staatsangehörigen der jeweils anderen Nation in beiden Ländern führten, ging die Partie in die Länderspiel-Geschichte des Deutschen Fußball-Bundes ein.

## Vorgeschichte
Vor dem Turnier war die schwedische Mannschaft lediglich als Außenseiter gehandelt worden, auch da zuvor Diskussionen darüber geführt worden waren, ob sogenannte „Fußball-Legionäre“ aus Italien beim WM-Turnier für Schweden spielen dürften. Schwedische Spieler wie Nils Liedholm, Bengt Gustavsson, Kurt Hamrin, Arne Selmosson oder Lennart Skoglund waren bereits einige Jahre zuvor ins Ausland in die fußballerisch stärkere italienische Serie A gewechselt, was für damalige Verhältnisse eher ungewöhnlich war. Entgegen allen Erwartungen harmonierten die Auslandsprofis jedoch mit den restlichen Spielern, sodass die Mannschaft durch ein Unentschieden gegen Wales, durch Siege über Mexiko, Ungarn sowie die Sowjetunion überraschend das Halbfinale erreichen konnte.
Vier Jahre nach dem WM-Sieg in Bern reisten viele deutsche Anhänger, auch bedingt durch die verbesserte soziale und wirtschaftliche Lage in Zeiten des Wirtschaftswunders, nach Schweden, um ihre Mannschaft anzufeuern. Einige dieser damals noch „Schlachtenbummler“ genannten Fans fielen jedoch abseits der Stadien negativ auf, sodass sich die schwedischen Medien bald auf die betrunkenen, lautstarken und arroganten Fans konzentrierten. Nicht selten fielen hierbei militärische Metaphern wie „Kriegsfußballer“, „Knochenbrecher“ oder „Panzer“. Die deutschen Medien konterten, indem sie vor dem Spiel den Unmut gegen die schwedische Mannschaft schürten. Vor allem die in Italien tätigen Spieler wurden von der Presse mit dem damals noch negativ belasteten Begriff „Legionär“ umschrieben. Heute ein gebräuchlicher Begriff für einen Auslandsprofi, war die Bezeichnung zur damaligen Zeit ein Synonym für Käuflichkeit und charakterlichen Verfall. Ebenso sorgte beispielsweise drei Jahre später der geplante Wechsel Uwe Seelers nach Italien, der vom Theologen Helmut Thielicke kritisiert worden war, in Deutschland für Aufsehen.
Angeregt durch die überraschenden Erfolge der eigenen Mannschaft erzeugten die schwedischen Fans bereits mehrere Stunden vor dem Spiel durch Hassgesänge und deutschlandfeindliche Parolen eine angespannte Stimmung. Das Spiel war kurzfristig von Stockholm ins Ullevi-Stadion verlegt worden, sodass die deutsche Mannschaft im letzten Moment ein neues Quartier beziehen musste. Deutsche Spieler berichteten nach dem Spiel, sie seien bereits vor dem Anpfiff von den lautstarken „Heja, Heja“-Rufen der Schweden, forciert von bezahlten Vorsängern mit Megaphonen, provoziert worden. Zudem wurden nach eigenen Angaben zusätzlich vielen deutschen Anhängern der Eintritt verweigert, sodass letztlich lediglich 1.000 deutsche Besucher im Stadion anwesend waren. Anderen Quellen zufolge waren es aufgrund einer organisatorischen Panne nur noch 60 Plätze. Erst nach energischen Protesten des deutschen Generalkonsuls beziehungsweise des DFB wurden noch einige Plätze für deutsche Fans geschaffen.
Für eine kontroverse Diskussion beim amtierenden Weltmeister, der nach Unentschieden gegen die Tschechoslowakei und Nordirland sowie Siegen über Argentinien und Jugoslawien ins Halbfinale eingezogen war, sorgte zudem die Schiedsrichtereinteilung für das Spiel seitens der FIFA. Als Hauptunparteiischer der Partie sollte der Ungar István Zsolt die Partie leiten. Da die Deutschen ganz Fußball-Ungarn durch den Finalsieg in Bern in eine tiefe Krise gestürzt hatten und zudem die Nationalmannschaft bei der WM in Schweden ohne die nach der Niederschlagung des Ungarischen Volksaufstands 1956 aus Ungarn geflüchteten und deshalb nicht mehr berücksichtigten Stars Ferenc Puskás, Sándor Kocsis und Zoltán Czibor bereits in der Vorrunde ausgeschieden war, sah der DFB im Einsatz des nach eigener Ansicht linientreuen Kommunisten zusätzliche Brisanz. Als Linienrichter fungierten der Österreicher Friedrich Seipelt sowie der Engländer Arthur Ellis.

## Das Spiel

### Mannschaftsaufstellungen

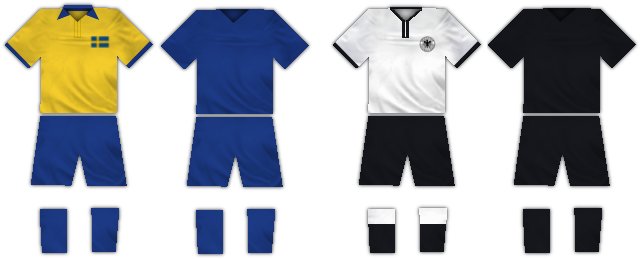
Halbfinaltrikots (v. links n. rechts): Schweden Heim, Schweden Torhüter, Deutschland Heim, Deutschland Torhüter

| Schweden | BR Deutschland | Mannschaftsaufstellungen |
| Tor | | Mannschaftsaufstellungen |
| 01 Karl Svensson (Helsingborgs IF) | 01 Fritz Herkenrath (Rot-Weiss Essen) | Mannschaftsaufstellungen |
| Abwehr | | Mannschaftsaufstellungen |
| 02 Orvar Bergmark (Örebro SK) 03 Sven Axbom (IFK Norrköping)                                                                                                | 07 Georg Stollenwerk (1. FC Köln) 03 Erich Juskowiak (Fortuna Düsseldorf)                                                                                           | Mannschaftsaufstellungen |
| Mittelfeld | | Mannschaftsaufstellungen |
| 15 Reino Börjesson (Norrby IF) 14 Bengt Gustavsson (Atalanta Bergamo) 06 Sigvard Parling (Djurgårdens IF)                                                   | 04 Horst Eckel (1. FC Kaiserslautern) 02 Herbert Erhardt (SpVgg Fürth) 06 Horst Szymaniak (Wuppertaler SV)                                                          | Mannschaftsaufstellungen |
| Sturm | | Mannschaftsaufstellungen |
| 07 Kurt Hamrin (Calcio Padova) 08 Gunnar Gren (Örgryte IS) 09 Agne Simonsson (Örgryte IS) 04 Nils Liedholm (AC Mailand) 11 Lennart Skoglund (Inter Mailand) | 08 Helmut Rahn (Rot-Weiss Essen) 09 Fritz Walter (1. FC Kaiserslautern) 12 Uwe Seeler (Hamburger SV) 11 Hans Schäfer (1. FC Köln) 14 Hans Cieslarczyk (SV Sodingen) | Mannschaftsaufstellungen |
| Trainer | | Mannschaftsaufstellungen |
| George Raynor ( England) | Sepp Herberger | Mannschaftsaufstellungen |

### Spielkleidung
Die schwedische Nationalmannschaft trat in gelben Trikots mit der schwedischen Staatsflagge auf der Brust, dunkelblauen Hosen und dunkelblauen Stutzen an, während der Torhüter Karl Svensson komplett in blau spielte. Die deutsche Mannschaft trug weiße Trikots mit dem DFB-Adler auf der Brust, dazu schwarze Hosen und schwarze Stutzen. Torhüter Fritz Herkenrath war, ebenso wie das Schiedsrichtergespann, schwarz gekleidet.

### Spielverlauf

Entstehung des 3:1 durch Kurt Hamrin

Zwar eröffneten die Schweden das Spiel mit deutlichem Offensivbemühen in Richtung deutsches Tor, in dieser Angriffsphase fiel jedoch in der 23. Spielminute das überraschende 1:0 für die DFB-Elf durch Hans Schäfer. Die deutsche Mannschaft beherrschte nun zunehmend das Spiel, in dieser Phase wurde der deutschen Mannschaft ein klarer Foulelfmeter verweigert. Nach einem klaren, aber ungeahndeten Handspiel von Nils Liedholm kamen die Schweden jedoch nur zehn Minuten nach der dem deutschen Führungstreffer durch Lennart Skoglund zum Ausgleich. In der 58. Minute kam es nach einem Zweikampf zu einem Gerangel zwischen dem deutschen Verteidiger Erich Juskowiak und dem schwedischen Angreifer Kurt Hamrin, nach einem Tritt des Stürmers revanchierte sich Juskowiak ebenfalls mit einem Tritt. Daraufhin wurde der deutsche Verteidiger von Zsolt des Feldes verwiesen, Hamrin hingegen blieb unbestraft. Juskowiak weigerte sich zunächst unter Protest, das Spielfeld zu verlassen. Fritz Walter und Hans Schäfer eskortierten ihn schließlich vom Feld. 15 Minuten später traf Außenläufer Parling Fritz Walter so schwer am Knöchel, dass dieser verletzt behandelt werden musste. Da Auswechslungen in Fußball-Pflichtspielen erst nach der Weltmeisterschaft 1966 durchgeführt werden durften, kehrte Walter zwar noch einmal humpelnd auf das Spielfeld zurück, konnte jedoch de facto nicht mehr am Spielgeschehen teilnehmen. Gegen die neun verbliebenen Deutschen gelang es den Schweden Gren und Hamrin, in den Schlussminuten die entscheidenden Tore zu erzielen. Das letzte Tor fiel nach einem spektakulären Dribbling von Hamrin, als dieser drei deutsche Verteidiger umspielte und den Ball an Herkenrath vorbei ins Tor schoss. Die Niederlage bedeutete, dass Deutschland nur das „kleine Finale“ erreichte, in dem die Mannschaft mit 3:6 gegen Frankreich verlor und für die Schweden die einzige Finalteilnahme in der Fußball-WM-Geschichte des Landes, in dem Schweden mit 2:5 gegen Brasilien verlor.
| Paarung        | Schweden – BR Deutschland |
| Ergebnis       | 3:1 (1:1) |
| Datum          | 24. Juni 1958 um 19:00 Uhr |
| Stadion        | Nya Ullevi, Göteborg |
| Zuschauer      | 49.471 |
| Schiedsrichter | István Zsolt ( Ungarn) |
| Tore           | 0:1 Schäfer (23.) 1:1 Skoglund (33.) 2:1 Gren (81.) 3:1 Hamrin (88.) |
| Schweden       | Kalle Svensson – Orvar Bergmark, Sven Axbom, Nils Liedholm – Sigvard Parling, Kurt Hamrin – Gunnar Gren, Agne Simonsson, Lennart Skoglund, Bengt Gustavsson, Reino Börjesson Cheftrainer: George Raynor ( England) |
| BR Deutschland | Fritz Herkenrath – Herbert Erhardt, Erich Juskowiak, Horst Eckel – Horst Szymaniak, Georg Stollenwerk – Helmut Rahn, Fritz Walter, Hans Schäfer , Uwe Seeler, Hans Cieslarczyk Cheftrainer: Sepp Herberger         |
| Platzverweise  | keine – Juskowiak (59.) |

### Übertragung
Obwohl die ARD neun der insgesamt 35 Spiele live im Fernsehen zeigte, konnte die Übertragung aller deutschen WM-Partien nicht gewährleistet werden, da die Live-Spiele von der FIFA bestimmt wurden. Dies führte dazu, dass die Sendeanstalt nur das zweite Halbfinalspiel zwischen Brasilien und Frankreich übertragen konnte. Zwar besaßen bereits 2,13 Millionen Haushalte in Deutschland zum Jahresende ein Fernsehgerät, Einschaltquoten wurden zu dieser Zeit allerdings noch nicht gemessen.
Das Spiel zwischen Deutschland und Schweden wurde ausschließlich im Radioprogramm der ARD übertragen. Die Partie wurde in der ersten Halbzeit von Rudi Michel, in der zweiten Halbzeit von Herbert Zimmermann kommentiert.

### Bewertung
In der deutschen Öffentlichkeit sowie beim Deutschen Fußball-Bund wurde sehr schnell von einem „Skandalspiel“ gesprochen, die Schiedsrichterleistung galt als einseitig die Schweden begünstigend, deren Spielweise als brutal. Der Journalist Horst Vetten konstatierte, dass „König Fußballs einfältigste Vasallen ein blamables Heckengefecht [kämpften]“. Die Beteiligten selbst bemühten sich hingegen um Zurückhaltung, so gratulierte Bundestrainer Herberger dem Gegner zum sportlichen Erfolg („Die schwedische Mannschaft ist eine erstklassige Elf und hat verdient gewonnen“) und relativierte die Umstände („Es lief vieles gegen uns, und es gab sicherlich auch einiges, was nicht sportlich war, doch letztlich haben wir auf dem Fußballplatz verloren. Mit ein bisschen Glück hätten wir erneut ins Endspiel einziehen können“), Spieler wie Helmut Rahn beschrieben die Atmosphäre als nicht beeinflussend („Ich dachte nur an das Spiel, da konnte schreien und pfeifen, wer wollte.“). Auch die Times bezeichnete in ihrem längeren Spielbericht den schwedischen Sieg als verdient und erwähnte weder eine besonders brutale Spielweise der Schweden noch kritisierte sie die Schiedsrichterleistung.
Peco Bauwens, aufgrund vorausgegangener Vergleiche mit dem Dritten Reich als DFB-Präsident umstritten, sprach hingegen von „Volksverhetzung“ und beteuerte „Nie mehr werden wir dieses Land betreten, nie mehr werden wir gegen Schweden spielen!“ und „Solange ich im DFB mitentscheide, werden wir dieses Pflaster nicht mehr betreten.“ Die Saar-Zeitung aus Saarlouis schrieb: „Das offizielle Schweden hat hämisch genießend zugelassen, dass rund 40.000 Repräsentanten dieses mittelmäßigen Volkes, das sich nie über nationale oder völkische Durchschnittsleistungen erhoben hat, den Hass über uns auskübelte, der nur aus Minderwertigkeitskomplexen kommt. Es ist der Hass eines Volkes, dem man das Schnapstrinken verbieten muss, weil es sonst zu einem Volk von maßlosen Säufern wird.“ Die schwedische Boulevardpresse antwortete mit ähnlich chauvinistischen Aussagen. Bauwens lehnte daraufhin die Einladung des Weltverbandes FIFA zum Endspiel Brasilien – Schweden ab und ließ die deutsche Mannschaft nach Hause fliegen. Die schweizerische Zeitung La Suisse schrieb in Bezug auf das Spiel: „Für die Schweden ist die Fußballweltmeisterschaft weniger eine Möglichkeit, erstklassigen Fußball zu sehen, als eine Gelegenheit, ihre ultrapatriotische Gesinnung zu demonstrieren.“ Jedoch gab es auch besonnenere Stimmen wie die der schwedischen Zeitung Stockholms Tidene, die feststellte: „Die Deutschen haben sich als ausgezeichnete Verlierer gezeigt, und sie hatten Besseres verdient als ein Publikum, das überhitzt und überpatriotisch war. Offizielle Sprechchor-Dirigenten im Innenraum - das ist kein guter Ton und kein Fairplay.“ Auch deutsche Zeitungen wie der Tagesspiegel („Schluß mit dem deutsch-schwedischen Fußball-Krieg!“) und die Neue Ruhr Zeitung („Jetzt aber Schluß mit Haß und Heja!“) riefen zur Mäßigung auf.
Nach der anfänglichen Empörung über die deutschen Anhänger und die in der schwedischen Presse verwendete Kriegsmetaphorik gegen die deutschen Spieler ebbte die Aufregung um das Spiel in Schweden im Laufe der Jahre immer mehr ab. Heute besitzt das Halbfinalspiel in Schweden einen im Gegensatz zum fünf Tage später folgenden Finale gegen Brasilien geringen Stellenwert. Das Finale und die darin gewonnene Vizeweltmeisterschaft wird hingegen von vielen Schweden als größter Erfolg in der Geschichte des schwedischen Fußballverbands angesehen und das Spiel dementsprechend öfter in nationalen und internationalen Rückblicken in die WM-Geschichte erwähnt.

## Auswirkungen
Schon während des Spiels kam es im und um das Stadion zu Handgreiflichkeiten zwischen schwedischen und deutschen Fußballanhängern, die schließlich sowohl in Deutschland als auch in Schweden zu Hassgefühlen gegenüber Angehörigen der anderen Nation ausarteten. Urlauber wurden in beiden Ländern in der Öffentlichkeit angepöbelt, der Kleinkrieg nahm schnell abstruse Auswirkungen an. So fanden sich beispielsweise vor einigen deutschen Lokalen und Bars Schilder mit der Aufschrift „Schweden unerwünscht“. Ein Hamburger Restaurant strich das „Smörgåsbord“ sowie aufgrund des ungarischen Schiedsrichters das „Paprikagulasch“ von der Speisekarte, was vor allem in der deutschen Boulevardpresse Erwähnung fand. Ein Lokal an der Großen Freiheit annoncierte „Für Deutsche eine Flasche Bier eine Mark, für Schweden fünf Mark“, woraufhin sich die Preisbildungsstelle einschaltete. Auch in Schweden kam es in den Tagen nach dem Spiel zu mehreren Ausschreitungen zwischen Deutschen und Staatsangehörigen des Gastgeberlands. In Deutschland gab es weitere feindselige Vorfälle: Auf der Kieler Woche buhte man eine schwedische Kinderkapelle aus. Beim Reitturnier in Aachen wurde die schwedische Flagge vom Mast geholt. Firmen kündigten langjährigen Geschäftspartnern die Handelsbeziehungen. Deutsche Tankwarte verweigerten – auf Drängen anderer Kunden – durchreisenden Schweden Benzin, anderen Schweden wurden die Reifen zerstochen. Das Höltjes Gesellschaftshaus in Verden (Aller) sagte „auf Grund der Vorfälle bei den Weltmeisterschaften“ ein Konzert des schwedischen Lars-Lindström-Sextetts ab.
Das sportliche Verhältnis zwischen den beiden Ländern blieb in den nächsten Jahren angespannt; erst die deutschen Siege in der Qualifikation zur WM 1966 in England, für die sich schließlich nur das DFB-Team qualifizieren konnte, sowie das 4:2 der Deutschen gegen Schweden in der zweiten Finalrunde der Weltmeisterschaft 1974 beruhigten die Situation, da viele Deutsche Göteborg als „gerächt“ ansahen.
Für die Schweden bedeutete der Sieg gegen Deutschland die erste Finalteilnahme seit Bestehen der Fußball-Weltmeisterschaft, dort unterlag das Team jedoch den überragend spielenden Brasilianern um den späteren Weltstar Pelé mit 2:5. Im Vorfeld des Finales kam es zu zahlreichen Sympathiebekundungen der deutschen Öffentlichkeit gegenüber der brasilianischen Mannschaft. Nach dem Finale titelte die Bild-Zeitung: „Schwedens Sieg war ungerecht, Brasilien hat uns nun gerächt!“ Die deutsche Mannschaft trat im Spiel um den dritten Platz, auch bedingt durch die im Halbfinalspiel zugezogenen Verletzungen, mit einer auf sieben Positionen veränderten Mannschaft an und verlor gegen Frankreich mit 3:6. Erich Juskowiak, der während des Spiels gegen Schweden des Platzes verwiesen wurde, fiel bei Trainer Herberger in Ungnade. Herberger teilte ihm mit: „Jus, Sie werden nicht mehr in der deutschen Nationalmannschaft spielen. Man fliegt nicht vom Platz.“ Später wurde er jedoch von Herberger begnadigt und kam noch zu sechs Spielen im Nationaltrikot. Die Zeitschrift Hörzu arrangierte 1982 ein Versöhnungstreffen mit Kurt Hamrin, seinem Gegenspieler von 1958. Der 38-jährige Kapitän Fritz Walter erholte sich zudem nie mehr von seiner Knöchelverletzung aus dem Halbfinale, sodass das Spiel gegen Schweden zugleich sein letztes im Trikot der deutschen Nationalmannschaft war.